# Homalia sakontala
Homalia sakontala là một loài rêu trong họ Neckeraceae. Loài này được Lorentz mô tả khoa học đầu tiên năm 1864.